# Best of Milk Inc.
Milk Inc. Best of – zestaw trzech płyt zawierających single, remixy oraz teledyski. Wydane tylko w Australii.

## Lista utworów
CD 1
1. „In My Eyes”
2. „La Vache (Praga Khan 7” Vocal Version)”
3. „Land Of The Living(Radio Mix)”
4. „Walk On Water (H2O Radio Mix)”
5. „Livin A Lie (Video Edit)”
6. „The Sun Always Shines On TV (Radio edit)”
7. „Sleepwalker (Radio Edit)”
8. „Oceans (Album Mix)”
9. „Never Again”
10. „Inside Of Me (Full Vocal Radio Edit)”
11. „W.O.O.W.”
12. „Cream”
13. „Sweet Surrender feat. Tony Hadley”
14. „Time Has Stood Still feat. John Miles Jnr”
15. „Promise (Radio Edit)”
16. „Midnight in Africa feat. K-Lab”
17. „Losing Love (Radio Edit)”

CD 2 (Remiksy)
1. „Walk On Water (Flip & Fill Remix)” – 5:59
2. „Walk On Water (Frank Trax Vs ORGAN Remix)” – 9:03
3. „The Sun Always Shines On TV (Vandoren Og Van Hoyland Remiks)” – 6:42
4. „In My Eyes (DJ Philip Remix)” – 7:02
5. „Livin A Lie (Skitz Clubb Rmx)” – 7:10
6. „Livin A Lie (Peter Luts Remix)” – 7:41
7. „Wide Awake (Kevin Marshall Remix)” – 6:10
8. „Sleepwalker (Expanded Mix)” – 6:07
9. „Land Of The Living (Resonance Q Mix)” – 6:13
10. „Land Of The Living (Flip & Fill Mix)” – 6:29
11. „Land Of The Living (Coast To Coast Mix)” – 7:49

CD 3 (Klipy)
1. „Livin A Lie”
2. „Walk On Water”
3. „Inside Of Me”
4. „The Sun Always Shines On Tv”
5. „Land Of The Living”
6. „La Vache”
7. „Oceans”
8. „Never Again”